# Savik Shuster
Savik Shuster (né Шевелис Михайлович Шустерис,  22 novembre 1952 à Vilnius, en RSS de Lituanie, URSS) est un journaliste et animateur de télévision actif dans les médias russes et ukrainiens.

## Biographie
Savik Shuster est né le 22 novembre 1952 à Vilnius. Son père, Mikhaïl Shuster, est joueur et entraîneur de football et sa mère, Isabella Shuster, est conseillère juridique.
Enfant, Savik joue dans l'équipe de football junior de la RSS de Lituanie .
En 1971, alors qu'il est en deuxième année de médecine à la faculté de Vilnius, il émigre au Canada avec ses parents.
En 1971, après un an et demi d'études à la faculté de médecine de l'université de Vilnius, il émigre avec ses parents au Canada.
Au Canada, il joue dans les clubs de football « Ankara » et « Ukraina ». Il fonde également l'équipe de football de l’Université McGill, et joue dans l’équipe des espoirs canadiens. Il cesse le football à la suite d'une blessure,.
En 1976, il est diplômé de la Faculté de biochimie et de physiologie de l'Université McGill à Montréal .
Il effectue une première expérience professionnelle au Centre de recherche médicale pour l'étude de la migraine à Florence.
En 1978, il quitte la médecine et se lance dans le journalisme. Il a couvre des opérations militaires en tant que journaliste et photojournaliste en Afghanistan, au Liban, en Palestine, en Israël, au Nicaragua, au Tchad qu'il publie dans Newsweek, Der Spiegel, Libération, ou encore La Repubblica.
Revenant sur son travail en Afghanistan lors de la guerre de 1979-1989, Shuster a révélé en 2012 sur le plateau de son programme Shuster Live avir rédigé et distribué à Kaboul en 1984 une fausse édition du journal Krasnaïa Zvezda contenant de la propagande anti-soviétique et pacifiste. Cette action lui a valu d'être enregistré comme « agent de la CIA » en URSS, bien qu'il n'ait jamais eu de contact avec la CIA.
Shuster a également reconnu avoir participé à la distribution d'un faux numéro du journal Pravda réalisé par des émigrés soviétiques à l'occasion des Jeux olympiques de Moscou.
Shuster possède la double nationalité canadienne et italienne. Il parle couramment le lituanien, le russe, l'italien, l'anglais, l'allemand et le français, et comprend et parle partiellement ukrainien.

## Carrière

### Collaboration avec Radio Free Europe
En 1988, Shuster entre à Radio Free Europe à Munich en tant que journaliste. En 1992, il fonde et dirige le bureau de Radio Liberté à Moscou. En 1995, il devient directeur adjoint du service russe de Radio Free Europe, et transfère les émissions de Munich à Prague. Il rentre en 1996 à Moscou en qualité de directeur.
Le 14 avril 2001, un changement de direction intervient sur la chaîne de télévision russe NTV, où Shuster animait également une émission consacrée au football et intitulée La Troisième Mi-temps. En signe de protestation, des journalistes, parmi lesquels Evgueni Kiselev et Viktor Chenderovitch, décident de quitter la chaîne. Shuster condamne vivement le changement de direction mais décide de continuer néanmoins sa collaboration avec la chaîne,. Le 22 avril, Alfred Koch, Président de la holding Gazprom-Media, participe au programme de Shuster en tant qu'invité. En réaction, la direction de Radio Liberty, jugeant cette action immorale, décide alors de démettre Shuster de ses fonctions le 11 mai 2019,,.

### Carrière en Russie
Shuster travaille à la télévision russe dès la fin dès années 1990, au départ en tant que freelancer. Il y est invité par Arkady Ratner, alors chef du département de radiodiffusion de NTV-Plus, qui cherchait  un deuxième commentateur pour le championnat italien de football en binôme avec Vladimir Maslachenko.
En juin-juillet 1998, il présente l'émission Football Club : La Troisième Mi-temps sur la chaîne de télévision NTV, spécialement créée pour la coupe du monde de football de 1998, et qui cesse de diffuser à la fin de l'évènement.
À l'automne de la même année, Shuster participe à plusieurs épisodes de l'émission Football club avec Vasilii Outkine comme expert. En 1999, sur une proposition de Sergueï Ivanenko, chef de la faction Iabloko, la Douma adopte avec plus de 300 voix une demande officielle adressée à la direction de la chaîne pour prolonger l'émission de Shuster La Troisième Mi-temps,. Fin 1999, La Troisième Mi-temps reprend sa diffusion.
Après son départ de Radio Free Europe, Shuster collabore régulièrement pour la chaîne NTV, pour laquelle il crée et anime les émissions de télévisions Liberté de parole, La Troisième Mi-temps, Le Héros du jour ou encore Influence. D'avril à mai 2001, il commente également les matches de la Ligue des champions, dont la finale entre Valence et le Bayern Munich en mai 2001. Il occupe également le poste de rédacteur en chef adjoint du service d'information de la chaîne.
En été 2004, peu après l'arrivée de Vladimir Koulistikov à la tête de NTV, l'émission Liberté d'expression cesse de diffuser,. En septembre de cette même année, Shuster dirige le service de cinéma documentaire de NTV. Il réalise des films  documentaires, dont 8 Evguéni Primakov et demi dans le cycle La Nouvelle Histoire, et aussi Passions pour Gorbatchev en quatre épisodes (en collaboration avec Vassili Pitchoul). Il réalise également une émission documentaire spéciale consacrée à Yasser Arafat. En mars 2005, il quitte définitivement la chaîne.
À partir du 6 novembre 2011, Shuster dirige l'émission En direct avec Savik Shuster sur la chaîne de télévision RBK. Le contrat prévoyait à l'origine cinq épisodes, mais dès le 13 novembre, après la sortie du deuxième épisode, la direction de la chaîne décide de mettre fin au programme.

### Carrière en Ukraine
En septembre 2005, Shuster commence à animer l'émission hebdomadaire Liberté de parole avec Andreï Koulikov sur la chaîne de télévision ukrainienne ICTV, dont la diffusion en direct n'a cessé depuis (en date du mai 2019).
En 2007, Shuster commence une collaboration avec la chaîne Inter, avec la première diffusion de son émission hebdomadaire La liberté de Savik Shuster le 24 août 2007. D'octobre 2007 à mai 2008, il dirige le projet Les grand Ukrainiens. Il quitte la chaîne en juillet 2008.
En août 2008, en partenariat avec Kamalia Zakhour, il crée la société de production Savik Shuster Studio, liquidée peu après à la suite d'un désaccord entre les deux associés. Le 21 juillet 2009, il crée son propre studio, le Savik Shuster Studio.
Du 5 septembre 2008 à janvier 2011, Shuster dirige l'émission en direct Shuster Live sur la chaîne de télévision Ukraine. À partir de janvier 2011, Shuster Live est diffusée en direct le vendredi sur la chaîne UA:Pershyi.
En 2010, Shuster commente en direct les matchs dans l'émission Passions africaines consacrée à la Coupe du monde de football 2010,.
Il quitte la chaîne UA:Pershyi en 2013 pour retourner sur Inter, où il diffuse Shuster Live pour la première fois le vendredi 22 février 2013 à 20h30. Un an plus tard, l'émission est à nouveau diffusée sur UA:Pershyi et la chaîne 24, puis à partir de février 2015 sur la chaîne 112 Ukraine.